# 瓦西里耶·希亚科维奇
瓦西里耶·希亚科维奇（羅馬化：Vasilije Šijaković，1929年8月2日—2003年11月10日），黑山前男子足球运动员，场上位置是后卫。他曾代表南斯拉夫国家队参加1958年和1962年国际足联世界杯。